# Podejrzana prawda
Podejrzana prawda (hiszp.ː La verdad sospechosa) – komedia Juana Ruiza de Alarcóna, nawiązująca do antycznej komedii charakterów, jej bohaterem jest nałogowy kłamca.

## Data powstania utworu
Podejrzana prawda została napisana pomiędzy 1618 a 1621 rokiem, przed śmiercią króla Filipa III, któremu została dedykowana. Zdaniem Pedra Henriqueza Ureñy sztuka została wystawiona w 1624 roku. Autor wydał ją w drugim zbiorze swoich dramatów w 1634 roku w Barcelonie.

## Osoby
| Osoba            | Jej rola w dramacie                                          |
| ---------------- | ------------------------------------------------------------ |
| Don Garcia       | syn don Beltrana, zakochany w Jacincie                       |
| Don Juan de Luna | ojciec Lukrecji                                              |
| Don Beltran      | ojciec don Garcii                                            |
| Don Sancho       | stryj i opiekun Jacinty                                      |
| Don Juan de Sosa | szlachcic zakochany w Jacincie, kolega ze studiów don Garcii |
| Don Felix        | towarzysz don Juana de Sosy                                  |
| Tristan          | giermek don Garcii, gracioso                                 |
| Wychowawca       | opiekun don Garcii podczas jego studiów w Salamance          |
| Camino           | sługa Lukrecji                                               |
| Jacinta          | siostrzenica don Sancha                                      |
| Lukrecja         | córka don Juana de Luny                                      |
| Isabel           | towarzyszka Jacinty                                          |

## Miejsce akcji
Akcja sztuki rozgrywa się w Madrycie

## Treść

### Akt I

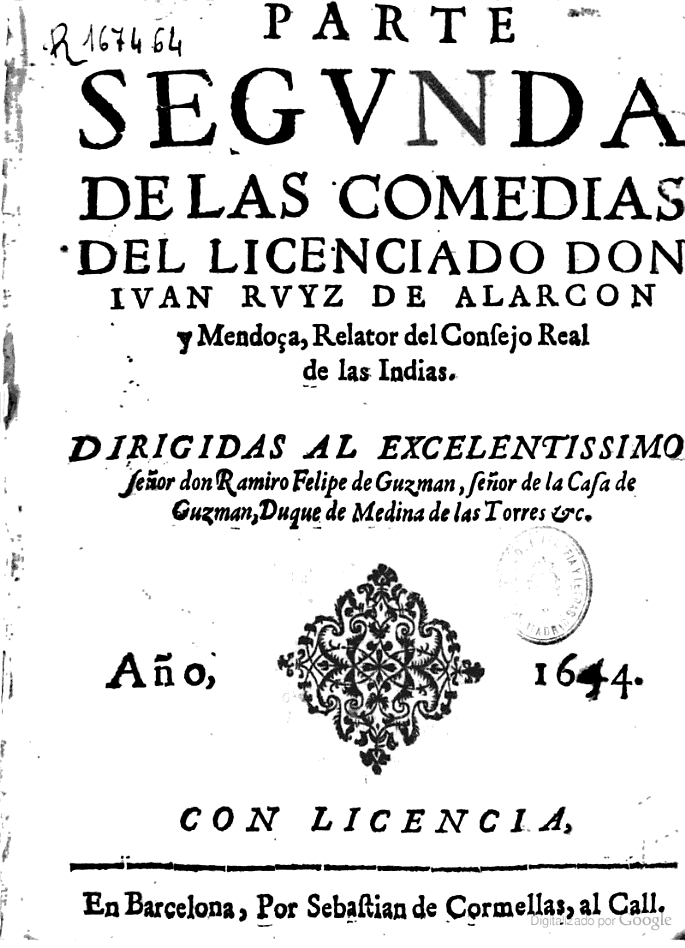
Druga część Komedii Alarcóna

Syn don Beltrana przybywa po zakończeniu studiów w Salamance do Madrytu. Ojciec wypytuje jego wychowawcę o prowadzenie się syna. Ten wychwala młodzieńca, skarży się na jedną tylko wadęː don Garcia często mija się z prawdą. Ma jednak nadzieję, że wyrośnie z tego. Ojciec ma wątpliwości, czy atmosfera Madrytu jeszcze tej wady nie wzmocni. Don Garcia, wraz ze swym giermkiem, Tristanem, poznaje stolicę. Jego przewodnik opowiada mu jak kobiety stołeczne są łase na pieniądze. Don Garcia spotyka Jacintę, w której się z miejsca zakochuje. Podaje się za bogacza, który przybył z Ameryki. Jacinta oddala się na widok nadchodzącego innego jej adoratora, don Juana de Sosa. Don Juan, kolega don Garcii ze studiów, opowiada mu o ucztach wydawanych w Madrycie na cześć kochanek. Don Garcia malowniczo opowiada mu w zamian o uczcie, którą niedawno sam wydał. Tymczasem don Beltran przychodzi zaproponować Jacincie małżeństwo z jego synem, wcześniej już omówione z jej opiekunem don Sanchem. Jacinta chce przyjrzeć się kandydatowi. Serce jej waha sięː bardzo jej się spodobał młody Amerykanin, nie chce też odtrącać starającego się o jej rękę don Juana. Postanawia wysłać do don Garcii liścik jako Lukrecja. Wpada don Juan i robi jej scenę zazdrości. Widział don Beltrana, składającego jej propozycję małżeństwa i wszystkiego się domyślił. To ją podejmował w nocy tak wystawnie don Garcia. Przyrzeka zemstę.

### Akt II
Don Garcia otrzymuje liścik od Lukrecji (Jacinty), wzywający go na spotkanie nocą pod jej balkonem. Sługa don Juana przynosi mu wyzwanie na pojedynek. Ojciec don Garcii domaga się, by przejechał się wraz z nim pod oknami Jacinty. Jacinta zdumiona rozpoznaje w nim Peruwiańczyka spotkanego na mieście. Don Garcia przerażony, że ojciec ożeni go wbrew jego woli z kobietą, której nie kocha, okłamuje go, że był zmuszony zawrzeć małżeństwo w Salamance, przyłapany na gorącym uczynku przez ojca i braci jego ukochanej Sanchy. Stawiwszy się na miejsce pojedynku z don Juanem dowiaduje się, że przyczyną zwady jest zazdrość kolegi o Jacintę. Zapewnia go, że nie dla niej wydał ucztę i życzy mu powodzenia w miłości. Przyjaciel don Juana, don Feliks, przynosi mu wiadomość, że don Garcia nie mógł wydać żadnej uczty, bo ledwo wczoraj przybył do Madrytu. Don Juan biegnie powiadomić o tym Jacintę. U dziewczyny zjawia się też don Beltran i wycofuje się ze złożonej propozycji ze względu na ślub syna. Kiedy don Garcia zjawia się pod balkonem, Jacinta, która podaje się za Lukrecję, oskarża go o trzykrotne kłamstwoː że przybył z Peru, wydał ucztę i jest stanu wolnego. Don Garcia próbuje jej wszystko wytłumaczyć, ale dziewczyna nie daje mu wiary.

### Akt III
Lukrecja otrzymuje list od don Garcii. Jej sługa, Camino ma przekazać autorowi listu, że go podarła, ale jeśli chce ją spotkać, niech idzie do kościoła św. Magdaleny. Don Garcia opowiada ojcu, chcącemu poznać synową, że donia Sancha jest w ciąży i nie może obecnie przyjechać do Madrytu, przy okazji myli imię teścia. Lukrecja pokazuje Jacincie list otrzymany od don Garcii. Jacinta odczytuje miłosną deklarację młodzieńca, zakończoną obietnicą ślubu. Ukryty za filarem don Garcia, ośmielony głosem ukochanej, która w jego przekonaniu ponownie odczytuje list, wyznaje Jacincie swą miłość, cały czas nazywając ją Lukrecją. Jacinta kwestionuje uczciwość jego zamiarów, wypominając mu zawarte w Salamance małżeństwo, zaprzecza jakoby była Lukrecją i otrzymała od niego list. Don Garcia dochodzi do wniosku, że z nieznanego mu powodu jego ukochana nie chce się ujawnić, prosi ją zatem, by wstawiła się za nim u Lukrecji. Tristan uważa, że jedynym sposobem przekonania ukochanej byłoby udowodnienie, że dotąd się nie ożenił. Uważa, że najprościej będzie poprosić o pomoc kolegę z Salamanki, don Juana de Sosę. Don Garcia przekonuje go, że to niemożliwe, gdyż poważnie ranił go w głowę w pojedynku. Kiedy don Juan wychodzi im naprzeciw, don Garcia niezrażony stwierdza, że musiał ozdrowieć wskutek odmówionych nad nim modlitw.

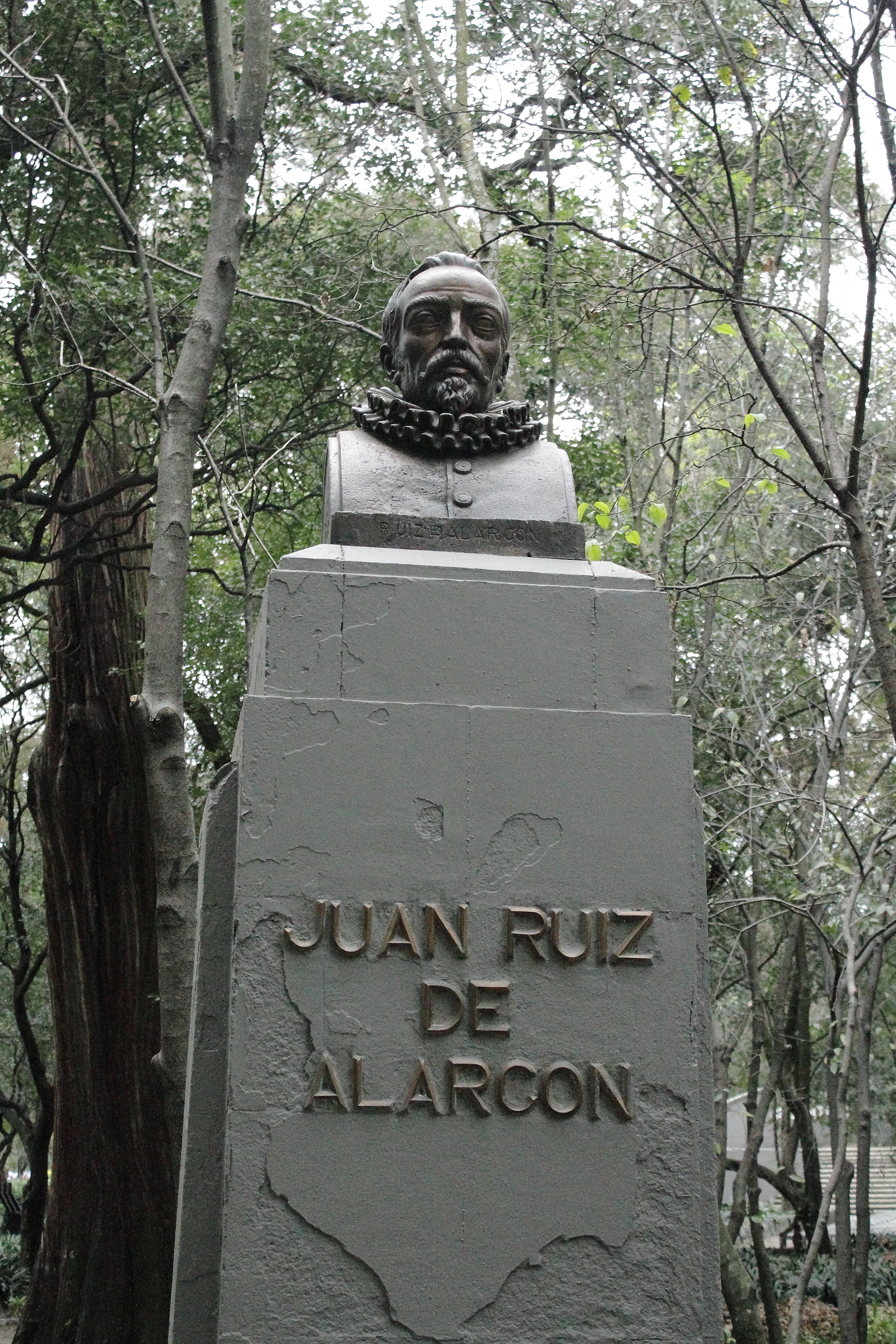
Pomnik Juana Ruiza de Alarcóna w Meksyku.

Don Juan zapewnia don Beltrana, że w Salamance nie było żadnej Sanchy Herrerry i w ogóle żadnych Herrerrów. Ojciec wyrzuca synowi, że go okłamał i nie chce go znać. Don Garcia zapewnia ojca, że okłamał go z miłości, kocha bowiem Lukrecję de Luna. Ojciec podejrzewa nowe kłamstwo, Tristan zapewnia go jednak, że to prawda. Don Beltran podejmuje się porozmawiać z jej ojcem o małżeństwie.  Don Sancho rozmawia z don Juanem de Luna, gdy odwiedza ich don Juan de Sosa – otrzymał właśnie komandorię Calatravy, co było warunkiem, który postawił mu don Sancho, poślubienia Jacinty. W związku z tym przychodzi prosić o jej rękę. Zjawia się również don Beltran z synem prosić, w jego imieniu, don Juana o rękę Lukrecji. Don Garcia cieszy się szczęściem kolegi. Wchodzą Jacinta i Lukrecja, bardzo szczęśliwe z powodu podwójnych oświadczyn i wyjaśnienia wszelkich komplikacji. Obaj młodzieńcy podchodzą jednak do Jacinty. Ta oddaje swą rękę don Juanowi. Don Beltran i don Juan de Luna domagają się od don Garcii, by wreszcie dotrzymał słowa. Tristan stwierdza, że w ustach kłamcy nawet prawda jest podejrzana.

## Analiza
Podejrzana prawda uchodzi za jedną z najlepszych utworów Alarcóna. Dramatopisarz sięgnął w niej do bardzo popularnego w starożytności, a nieobecnego przed nim w dramacie nowożytnym, gatunku komedii charakterów, zbudowanej wokół postaci opanowanej przez jedną wadę główną (odludka, skąpca, samochwały), która w finale sztuki zostaje pognębiona. Bohater komedii Alarcóna jest osobą niepozbawioną uroku, obdarzoną błyskotliwym dowcipem, śmiałą wyobraźnią i beztroskim usposobieniem, które skłaniają go do opowiadania tylu kłamstw, że  w końcu nikt mu nie wierzy. W konsekwencji traci zaufanie kobiety, którą kocha i możliwość jej poślubienia. W komedii subtelnie i interesująco zostały przedstawione również postaci kobieceː wahająca się kogo ma wybrać na męża Jacinta i dążąca ze wszystkich sił do zdobycia don Garcii Lukrecja. Jak zwykle u Alarcóna niezwykle wyraziście i dostojnie została przedstawiona postać ojca głównego bohatera, don Beltrana, jedna z najlepszych tego typu postaci w twórczości dramatopisarza. Zwraca również uwagę, charakterystyczny dla tego twórcy, sposób potraktowania graciosa Tristana, który jest postacią nie tyle farsową, co typem filozofującego rezonera. Jego próby zrozumienia sensu kolejnych kłamstw jego pana ujawniają całą ich chaotyczność i autodestrukcyjność.
Sztuka charakteryzuje się prostą i zwartą konstrukcją. Akcja toczy się powoli, konsekwentnie zacieśniając krąg trudności wokół głównego bohatera. Język zakochanych pozostaje afektowanyː obiekt miłości jest ludzkim serafinem, a zakochany sługą lub niewolnikiem, który zamiast podać rękę, całuje stopy swej wybranki. Alarcón powściąga jednak liryczne i namiętne tony obecne we współczesnym mu teatrze. Jego język jest bardziej klarowny i logiczny niż liryczny czy poetyczny.
Utwór stał się inspiracją dla Corneille'a do napisania sztuki Le Menteur (Kłamca, 1644). W 1750 roku komedię opartą na tym samym pomyśle, zatytułowaną Il bugiardo (Kłamca) napisał również Carlo Goldoni.